# Saša Stanišić
Pour les articles homonymes, voir Stanišić.
Œuvres principales
Le Soldat et le Gramophone
Avant la fête
Saša Stanišić, né le 7 mars 1978 à Višegrad (Bosnie-Herzégovine), est un écrivain bosniaque écrivant en allemand.

## Biographie
De mère bosniaque et de père serbe, Saša et sa famille fuient la Yougoslavie lorsque la guerre y éclate en 1992. À 17 ans, lorsque ses parents décident d'émigrer vers les États-Unis, il choisit de rester en Allemagne.